# Bangladeschische Badmintonmeisterschaft 2008
Die Bangladeschische Badmintonmeisterschaft 2008 war die 28. Austragung der nationalen Titelkämpfe im Badminton in Bangladesch.

## Sieger und Finalisten
| Disziplin    | Gold                                           | Silber                                            |
| ------------ | ---------------------------------------------- | ------------------------------------------------- |
| Herreneinzel | Ahsan Habib Parash (Biman)                     | Roich (Biman)                                     |
| Dameneinzel  | Shapla Akhter (Narayanganj)                    | Konika Rani Adhikary (Biman)                      |
| Herrendoppel | Ahsan Habib Parash Rasel Kabir Sumon (Biman)   | Mostofa Mohammed Jabed Abdul Hannan (Narayanganj) |
| Damendoppel  | Konika Rani Adhikary Jebunnesa Seema (Biman)   | Shapla Akhter Alina Sultana (Narayanganj)         |
| Mixed        | Rasel Kabir Sumon Konika Rani Adhikary (Biman) | Ahsan Habib Parash Jebunnesa Seema (Biman)        |